# Fotbalist
| Fotbalistul portughez Cristiano Ronaldo |  | Fotbalista franceză Wendie Renard    |
| Fotbalistul portughez Cristiano Ronaldo |  | Fotbalista franceză Wendie Renard⁠(d) |

Un jucător de fotbal sau fotbalist este un sportiv care joacă unul dintre diferitele tipuri de fotbal. Pe lângă fotbalul clasic, se mai practică fotbal american, fotbal australian, fotbal canadian și fotbal galic.
La începutul sec. al XXI-lea, se estima că în lume sunt 250 de milioane de fotbaliști, iar mulți alții joacă celelalte tipuri de fotbal.